# 한국수화언어법
한국수화언어법(약칭 한국수어법)은 한국수화언어가 국어와 동등한 자격을 가진 농인의 고유한 언어임을 밝히고, 한국수화언어의 발전 및 보전의 기반을 마련하여 농인과 한국수화언어사용자의 언어권과 삶의 질을 향상시키는 것을 목적으로 하는 법률이다.

## 연혁
- 2016년 2월 3일 제정
- 2016년 8월 4일 시행

## 같이 보기
- 농인
- 청각 장애인
- 수화
- 한국 수어
- 한국수어사전